# RISC Software
Die RISC Software GmbH ist eine oberösterreichische Forschungseinrichtung mit Sitz im Softwarepark Hagenberg in Hagenberg im Mühlkreis. Dabei werden Symbolisches Rechnen, Mathematik und Informatik im Rahmen der Kompetenzbereiche Logistik-Informatik, industrielle Softwareanwendungen, Medizin-Informatik und Domänenspezifische Applikationen kombiniert. Auf diesen Gebieten wird anwendungsorientierte Forschung betrieben, die in Software-Lösungen für die Wirtschaft Anwendung findet.

## Geschichte und Organisation
Die RISC Software ist eine gemeinwohlorientierte, außeruniversitäre Forschungseinrichtung, und wurde 1992 als anwendungsorientierter Teil des Research Institute for Symbolic Computation von Bruno Buchberger gegründet. Die RISC Software wirkt als Schnittstelle von der Grundlagenforschung zur anwendungsorientierten Forschung. Dabei wird aufbauend auf der universitären Grundlagenforschung durch das Research Institute for Symbolic Computation angewandte Forschung betrieben und in Projekten mit Partnern aus Wirtschaft und Industrie in die Praxis umgesetzt.
RISC Software ist im Eigentum der Johannes Kepler Universität Linz (80 %) und der Upper Austrian Research GmbH (20 %). Innerhalb der oberösterreichischen Stärkefelder ist es im Bereich Informations- und Kommunikationstechnologien, Mechatronik, Innovative Werkstoffe/Leichtbau, Life Science, Logistik sowie
Energieeffizienz / erneuerbare Energien angesiedelt.

### Forschungsfelder
- Data Intelligence

Die Abteilung entwickelt intelligente Datenlösungen für Produktion, Energie und Mobilität
- Industrial Software Applications

Geforscht wird an spezialisierten Softwarelösungen für Modellierungen und Analysen in Ingenieurwissenschaften sowie für Simulationen und Steuerungen von Fertigungssystemen und Produktionsprozessen.
- Medical Informatics

Die Forschungsabteilung entwickelt hochspezialisierte medizinische Software, der komplexe wissenschaftliche Methoden aus Mathematik, Informatik und Biomechanik zugrunde liegen, die zur Lösung medizinischer Problemstellung angewandt werden. Die Bandbreite reicht vom virtuellen Patient über biomechanische Simulation bis hin zur medizinischen Bildverarbeitung.
Der Bereich Medizin Informatik war vor seiner Eingliederung 2008 in die RISC Software eine Forschungsabteilung der Upper Austrian Research GmbH.
- Domain-Specific Applications

Die Abteilung entwickelt agile Software für Daten- und Prozessmanagement.

## Forschungserfolge

### Spezialsoftware
Die Forschungsabteilung Medical Informatics forscht und entwickelt an international anerkannter Spezialsoftware, unter anderem BurnCase 3D – eine Software zur Verbrennungsdokumentation an einem 3D-Modell, die bereits in Verbrennungszentren weltweit eingesetzt wird, SEE-KID oder MEDVIS 3D. Im Forschungsprojekt SEE-KID wurde ein computerunterstützendes Simulationssystem entwickelt, welches Medizinern ermöglicht, pathologische Augenfehlstellungen im Vergleich zu einem gewählten Normmodell am Computer nachzustellen und die Auswirkungen eines chirurgischen Eingriffs an den Augenmuskeln zu berechnen. Aus einem weiteren Forschungsprojekt ging die Software MEDVIS hervor, die es Medizinern erlaubt, aus medizinischen Bilddaten ein Simulationsmodell der Gehirngefäße des Patienten zu erstellen, wodurch der Blutfluss während eines Herzschlages durch das Gefäßsystem simuliert, und die Auswirkungen visualisiert werden können. Der Arzt erhält durch diese Simulation Aufschluss über die Erkrankung sowie gefährdete Stellen die zu einer Gehirnblutung führen können.
Eine Weltneuheit gelang 2005 mit CrashGuard, einem System zur Kollisionsvermeidung in Echtzeit bei CNC-Fertigungsmaschinen.
Die Systeme sind weltweit im Einsatz und es wird für ihre Weiterentwicklung laufend Forschung betrieben.

### Preise und Auszeichnungen
- 2016: Landespreis für Innovationen: Jurypreis für radikale Innovationen – Projekt: Virtual Aneurysm – Haptischer Simulator für Neurochirurgische Eingriffe[26]
- 2015: Spring Award 2015  „Mobilität der Zukunft“ – Innovationsfeld Gütermobilität des bmvit für das Projekt „Food4al@home“[27]

- 2013: Forscherinnen Award 2013 in der Kategorie „Internationalität“ an DIin Graciela Santana Sosa für das Projekt „Erkennung von Kollisionen und Überschneidungen zwischen deformierbaren dreidimensionalen Objekten“[28]

- 2013: AKJ elogistics Award 2013 an die Magna Logistics Europe gemeinsam mit RISC Software GmbH[29] für das Logistik-Planungstool „Supply Network Design, Planning and Execution“[30]

- 2012 Landespreis für Innovation, Sonderpreis für Forschungseinrichtungen für das Forschungsprojekt MEDVIS 3D[5]

- 2012: Innovationspreis-IT 2012 in der Kategorie Industrie & Logistik. Für das Projekt easy2sim[31], wofür RISC Software 2012 der Innovationspreis IT erhielt[32]

- 2011: GC Genius 2011 (Gesundheits-Cluster)- Kategorie „Forschung & Entwicklung“, Projekt: selbstlernendes generisches Datenerfassungssystem für medizinische Daten[33]

- 2009: 13th European Burns Association Congress, Certificate of Excellence

- 2009: Dr. Wolfgang Houska Anerkennungspreis 2009 - 4. Platz, Projekt: SEE-KID[34]

- 2010: Gender Award 2010 vom BMVIT, Projekt: iWAVE + (Integrierte Waggonversandplanung und -steuerung)[35]

- 2008: multimedia & e-business STAATSPREIS 2008, Juryauszeichnung in der Sparte: e-commerce und Kundenbindung, Projekt: Post.Versandmanager.Pro (Client-Server-Applikation)[36]

- 2006: ebiz egovernment award OÖ 2006, Projekt: PISA (IT System für den Winterdienst)[37]